# شورای امنیت ملی ایالات متحده آمریکا

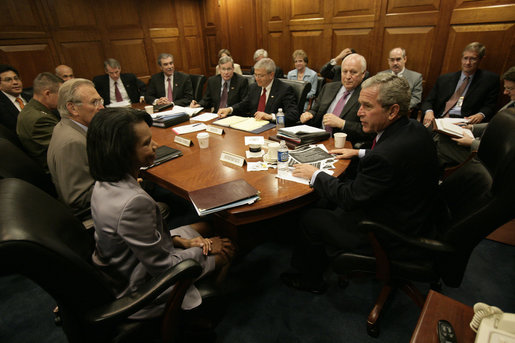
جلسه شورای امنیت ملی در دولت جرج دابلیو. بوش

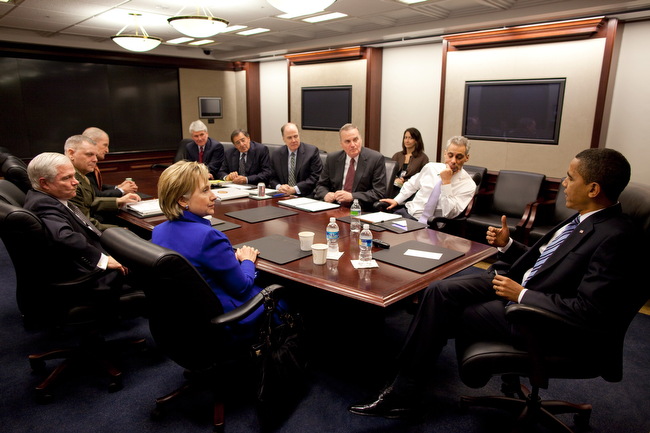
جلسه شورای امنیت ملی در دولت باراک اوباما

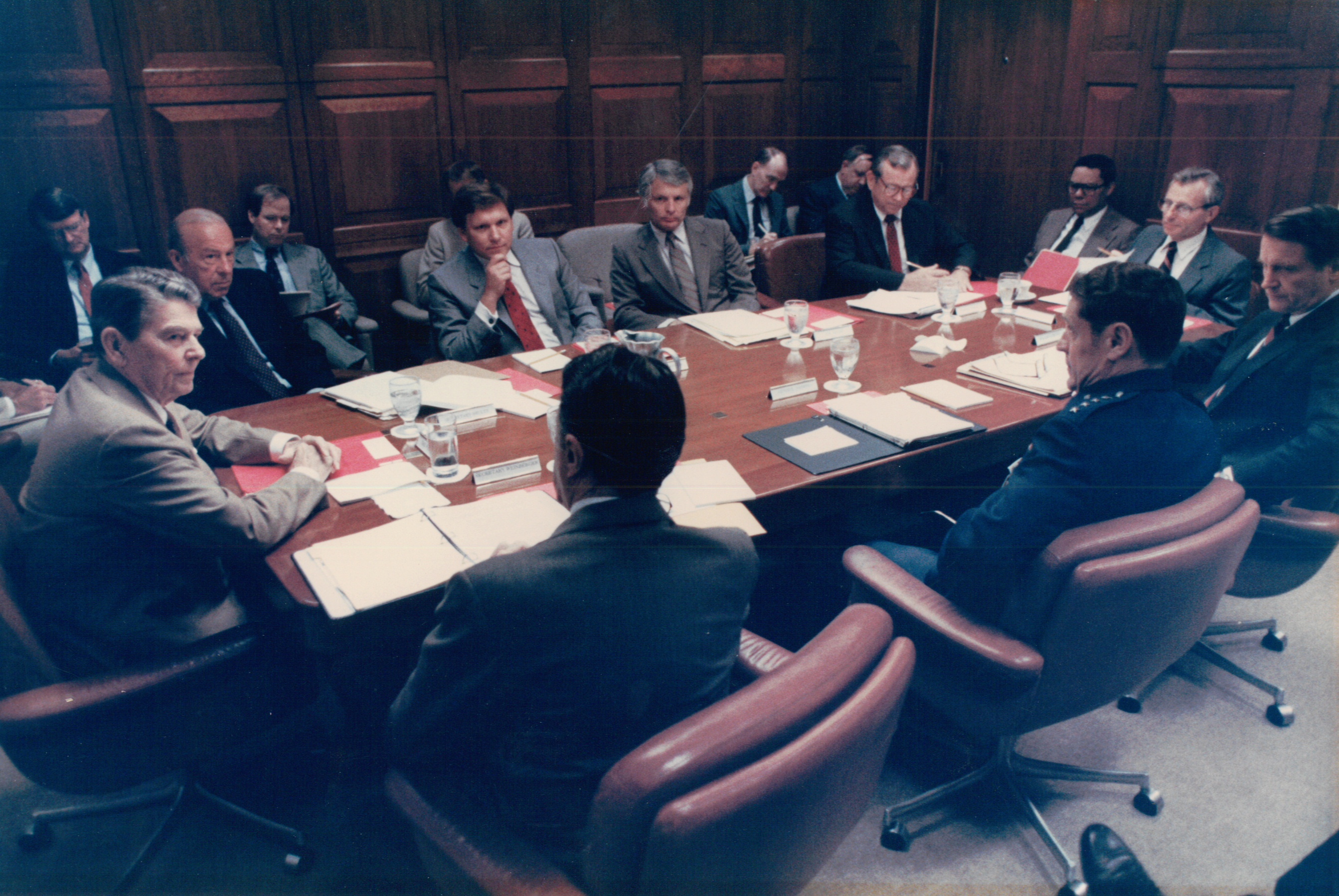
جلسه شورای امنیت ملی در دولت رونالد ریگان

شورای امنیت ملی ایالات متحده آمریکا (به انگلیسی: United States National Security Council)، بخشی از تشکیلات دفتر رئیس‌جمهور ایالات متحده آمریکا است که به مسائل مربوط به امنیت ملی و سیاست خارجی ایالات متحده آمریکا رسیدگی می‌کند. این شورا نخستین بار در ۱۸ سپتامبر ۱۹۴۷ بر اساس قانون امنیت ملی در دولت هری اس. ترومن تأسیس شد و تصمیمات آن جنبهٔ مشورتی برای رئیس‌جمهور دارد. این شورا همچنین نقش بازوی اصلی ریاست جمهوری در هماهنگی سیاست‌های مصوب در بین سازمان‌های مربوط را برعهده دارد.
وظیفه این شورا اطلاعات‌دهی و مشورت‌دهی به رئیس‌جمهور ایالات متحده آمریکا در مسائل ملی و امنیتی آمریکا است.

## اعضا
| ساختار شورای ملی امنیت آمریکا | ساختار شورای ملی امنیت آمریکا |
| ----------------------------- | --- |
| رئیس                          | رئیس‌جمهور ایالات متحده آمریکا |
| اعضای عادی                    | معاون رئیس‌جمهور ایالات متحده آمریکا. وزیر امور خارجه. وزیر دفاع. وزیر خزانه‌داری. وزیر انرژی. سفیر ایالات متحده آمریکا در سازمان ملل متحد. دادستان کل. وزیر امنیت میهن. مدیر آژانس توسعه بین‌المللی ایالات متحده آمریکا. رئیس دفتر ریاست‌جمهوری. مشاور امنیت ملی |
| مشاور نظامی (و عضو عادی)      | رئیس ستاد مشترک نیروهای مسلح ایالات متحده آمریکا |
| مشاور اطلاعاتی (و عضو عادی)   | اداره‌کننده اطلاعات ملی |
| مشاور سیاست دارویی            | اداره‌کننده دفتر سیاست ملی کنترل مواد مخدر |
| اعضای عادی                    | قائم‌مقام مشاور امنیت ملی. مشاور امنیت میهن |
| اعضای دیگر                    | وزیر امنیت داخلی. مشاور حقوقی کاخ سفید. اداره‌کننده آژانس اطلاعات مرکزی شورای اقتصاد ملی. دفتر نماینده تجاری ایالات متحده آمریکا. اداره مدیریت و بودجه. نماینده ویژه رئیس‌جمهوری ایالات متحده آمریکا در امور اقلیم. تیم واکنش به کووید-۱۹ کاخ سفید              |